# Tracey Mosley
Tracey Mosley, född den 25 september 1973 i Sydney, är en australisk softbollspelare.
Hon tog OS-silver i samband med de olympiska softboll-turneringarna 2004 på Aten.
Därutöver tog hon OS-brons fyra år senare vid olympiska sommarspelen 2008 i Peking.